# جنی جانستون
جینی جانستون (به انگلیسی: Jeanie Johnston) یک کشتی است که طول آن ۴۷ متر (۱۵۴ فوت ۲ اینچ) و ارتفاع آن ۲۸ متر (۹۱ فوت ۱۰ اینچ) air draft می‌باشد. نمونه اصلی این کشتی در سال ۱۸۴۷ ساخته شد و برای جابجایی مسافر به آمریکا مورد استفاده بود و سپس برای باربری استفاده شد و در اقیانوس اطلس غرق شد. نمونه مشابهی که بعدا ساخته شد در دوبلین پایتخت ایرلند مورد بازدید قرار می گیرد. بخشی از معروفیت کشتی به این دلیل است که در دوران مهاجرت ایرلندی ها به آمریکای شمالی بدلیل قحطی، سرنشینان آن در عبور های متعدد از اقیانوس اطلس که هر یک حدود پنجاه روز طول می کشید همه سالم ماندند، حتی وقتی که غرق شد سرنشینان نجات پیدا کردند.